# Laud
Il laúd è uno strumento musicale a corda di origine arabo-ispanica tuttora usato sia per la musica tradizionale che per quella contemporanea.

## Laud cubano
Il laud cubano è leggermente più piccolo di quello arabo con il quale, a parte il nome, non ha alcuna correlazione. Il più noto musicista che usa questo particolare strumento è Barbarito Torres del Buena Vista Social Club. Di Torres si parla nel film di Wim Wenders Buena Vista Social Club ed egli, oltre a suonare lo strumento, lo costruisce.